# Segelfluggelände Landau-Ebenberg

i7
i11
i13
Das Segelfluggelände Landau-Ebenberg liegt auf dem Ebenberg in der kreisfreien Stadt Landau in der Pfalz in Rheinland-Pfalz, etwa 3 km südöstlich von Landau direkt an der Ausfahrt Landau Süd der A 65.

## Flugbetrieb
Das Segelfluggelände ist mit drei parallelen, direkt aneinander angrenzenden, 600 m langen und 30 m breiten Start- und Landebahnen aus Gras (Bezeichnungen 10/28 Nord, Mitte und Süd) ausgestattet. Es besitzt eine Betriebszulassung für Segelflugzeuge, Motorsegler und Ultraleichtflugzeuge. Der Start von Segelflugzeugen erfolgt per Windenstart oder Flugzeugschlepp. Flugzeuge der Echo-Klasse dürfen das Segelfluggelände nach vorheriger Zustimmung des Platzhalters (PPR) und mit einer Außenlandegenehmigung nach § 25 des Luftverkehrsgesetzes benutzen.
Der Halter und Betreiber des Segelfluggeländes ist die Flugplatzgemeinschaft Landau e. V. Sie besteht aus dem Aero Club Landau Pfalz e. V. und der DJK Segelfluggemeinschaft Landau e. V.

## Geschichte
Der Aero Club Landau Pfalz e. V. wurde am 17. September 1950 gegründet. Die DJK Segelfluggemeinschaft Landau e. V. wurde 1953 gegründet. Das Segelfluggelände Landau-Ebenberg wurde am 3. Mai 1953 genehmigt.